# Maura Reilly
Maura Reilly est une curatrice et éditrice américaine. Elle promeut une position curatoriale féministe.

## Biographie
En 2000, Maura Reilly soutient un doctorat en histoire de l'art centré sur le féminisme, à l'université de New York. 
En 2007, Maury Reilly devient curatrice pour la création du centre pour l'art féministe, crée par Elizabeth Sackler, dans l'enceinte du Brooklyn Museum. Pour l'inauguration du musée, elle construit avec Linda Nochlin, Global Feminisms : la première exposition internationale consacrée à l'art féministe. Son rôle est décisif pour l'installation permanente du Dinner Party de Judy Chicago, au sein du musée.
En 2008, elle organise la miranda iracunda avec Xabier Arakistain à Vitoria-Gasteiz, en Espagne.
En 2015, elle dirige la publication d'une anthologie des essais sur l'art de Linda Nochlin.
Maura Reilly est spécialisée sur les femmes artistes et les personnes minorisées. Elle revendique sa position dans l'ouvrage qu'elle publie en 2018, Curatorial Activism. Elle défend l'idée que les musées du XXIe siècle doivent proposer une vision plus équitable dans laquelle tout le monde est reconnu. Le curateur a pour rôle de s'assurer que des artistes ne sont pas ghettoisés ou exclus. Dans le chapitre sur le masculinisme et le sexisme, elle part de la réalité du monde de l'art fait par et pour des hommes blancs hétérosexuels. Leurs pouvoirs s'exercent dans les collections, les expositions, les galeries, le marché de l'art. Elle propose d'exposer des œuvres féministes et surtout d'utiliser des méthodologies féministes dans le travail curatorial. Elle appelle au changement des pratiques.
En 2022, Maura Reilly prend la direction du Zimmerli Art Museum.
Elle est membre fondatrice de deux projets pour lutter contre les discriminations envers les femmes dans le monde de l'art : The Feminist Art Project (TFAP) et Feminist Curators United (FcU).

## Expositions
- neoqueer: new visual art by lesbian, gay, bisexual, and transgender artist, center on contemporar art, Seattle, 2004
- Global feminisms : New Directions in Contemporary Art, centre Elizabeth A. Sackler pour l'art féministe, Brooklyn Museum, 2007
- Carolee Schneemann : painting, P.P.O.V. gallery, New York, 2009
- Ghada Amer : love has no end, Brooklyn Museum, 2010
- Miriam Shapiro : a visionary, National Academy Museum, New York, 2016

## Essais sur l'art
- Women Making Art: Women in the Visual, Literary, and Performing Arts Since 1960, 2001
- Women Artists: The Linda Nochlin Reader, Thames & Hudson, 2015
- Women in the art world, ARTnews, juin 2015[7]
- Curatorial Activism : towards an ethic curating, Thames and Hudson, 2018
- The Ethical Museum, Thames & Hudson, 2024

## Prix et distinctions
- President’s Award, the Women’s Caucus for Art, Boston, 2006[8]